# 運-7
運-7（Y-7）是中国西安飞机工业公司在前蘇聯的安-24和安-26的基礎上，仿製和研制生产的双涡轮螺旋槳發動機支线民航飛機和運輸機。於1986年5月1日正式编入航班投入客运。

## 研發歷程
1966年4月，国家下达研制Y-7飞机的任务。1966年5月开始研制，由603所和172厂组成300多人的设计队伍。在全国300多个科研生产单位的配合下，1968年3月完成全部设计并投入试制。1970年12月26日第一架原型机首次试飞。之后用两架原型机分别进行机载成品鉴定和飞机设计定型鉴定试飞。1980年完成了换装大功率的WJ5A-1型发动机的论证、设计、生产及鉴定试飞。飞机的单台发动机起飞当量功率由1875.5千瓦(2550马力)提高到2133千瓦(2900马力)。
十六年间，经过两次试制，两架全机静力试验，一架机身疲劳试验，四架飞行试验，飞遍了除西藏以外的全国各地，完成了55项试飞科目。
1982年7月30日，国家产品定型委员会正式批准Y-7飞机设计定型，同意进行批量生产。设计定型前，共研制生产了8架飞机，用于静力、疲劳试验、飞行试验和使用试验。1984年1月24日，运七二批二架飞机首次交付上海民航管理局使用。1986年获中国民航CAAC试航证书，当年4月29日，运七飞机首次在安徽合肥投入客运航线。

## 性能數據
以下是Y-7-100型的數據：
- 翼展：29.64米（97呎2吋）
- 機身長度：23.71米（77呎9吋）
- 载客量：52人
- 最大平飞速度：518公里/小时（322哩/小時）
- 经济巡航速度 423公里／小时（263哩/小時）
- 实用升限：8750米（28,707呎）
- 最大起飞总重：21.8吨
- 最大载重航程:910公里
- 最大油量航程:2420公里
- 引擎：2台中国东安发动机公司WJ5A－1型涡桨发动机，推力為2900马力[2]

## 衍生機型
- Y-7基本型：共制造20架
- Y-7-100：Y-7基本型的改型，是標準生產型[2]；以80年代世界先进支线飞机技术水平为标准，通过国际合作的途径进行研制。由西安飞机工业公司和香港飞机工程有限公司共同完成改进工作。Y-7基本型于1984年12月29日飞抵香港启德机场，进行了设备改装。1986年1月3日起由西安飞机工业公司自行改装，首架Y-7-100飞机用時7个多月完成改裝，并于同年7月28日交付试飞。1987年2月开始交付，截至1991年6月共交付70架。改装的项目有：

1. 空勤组由5人制改为3人制
2. 导航、通信设备全面更新，改装后的设备和驾驶舱布局符合FAR和BCAR适航条例的要求
3. 按照80年代客舱舒适水平，更新环境控制系统、舱内装饰和旅客生活设施
4. 增添了翼梢小翼

- Y-7-200B：Y-7-100的改型。改型工作1988年3月开始。1990年11月首飞，1992年投入使用
- Y-7-200A：Y-7-100的改型，即後來的新舟60（MA-60）。机身加长1米，使用兩台普惠加拿大PW124A涡桨发动机，1993年12月26日首飞。
- Y-7F：Y-7货运型，依据前苏联An-26设计的機型，機身后部有货物装卸跳板。[2] 機型包括军用型和民用型。军用型编号Y-7H，1989年11月首飞。民用型编号Y-7H500，1989年12月首飞。
- JZY-01：艦載預警機實驗機
- Y-7发展型：正在研究的60～64座加长型方案。 [1]
- Y-7J：轰炸机领航教练型
- Y-7E：Y-7H高原型

## 現狀

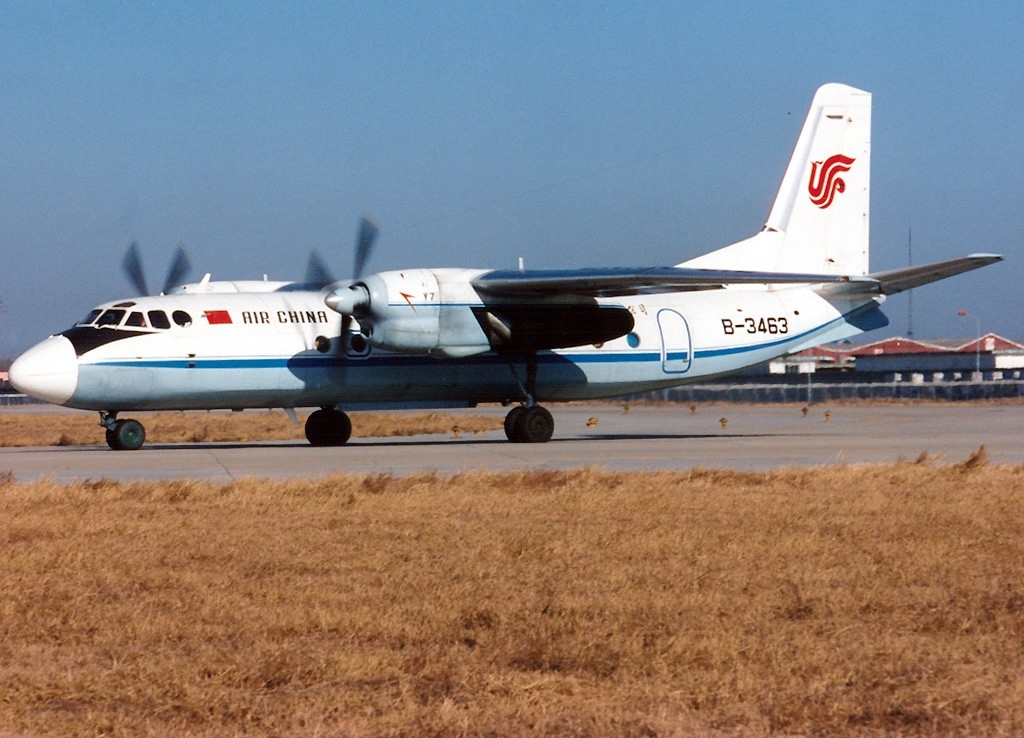
中国国际航空的运-7（1995年）

截至1991年3月，Y-7安全飞行超过15万飞行小时和15万次起落。现共销售了103架，价格是西方同类飞机的1/3～1/2。飞机机体的总寿命为3万飞行小时，使用期限为15年。发动机首次翻修寿命目标4000小时。
Y-7的出現结束了中國民航清一色使用外国民航飞机的历史。但由于其整体技术上的落后、舒适性欠佳、运营效益差、民航对使用国产飞机及支线航空的发展支持力度不够力等多方面的原因，目前前景堪忧。自1986年4月29日投入民航使用来，安全飞行了70万小时、70万起落。民航方面仅发生一起关于運7的重大事故，即2000年6月22日武汉航空Y-7空难事件。也正是此次重大事故加速了Y-7在中国民航的消失速度。

### 使用中
- 中國人民解放軍空軍
- 中國人民解放軍海軍
- 中國海警局
- 伊朗空军 - 14架

### 曾使用運-7的航空公司[2]
- 中国国际航空
- 中國东方航空
- 中國南方航空
- 中國北方航空
- 中國西北航空（南京航空）
- 武汉航空
- 海南航空（长安航空）
- 中原航空
- 山西航空（改裝為貨機）
- 山东航空
- 四川航空
- 福建航空

## 重大事故
- 1998年5月12日，毛里塔尼亚空军注册号5T-MAG的在Y-7-100C，在沙尘暴中起飞后不久坠毁。机上有35名乘客和7名机组人员，只有3名乘客幸免。这架飞机于1997年10月交付。[4][5]
- 2000年6月22日，武汉航空公司343航班注册号B-3479的Y-7-100C试图在雷暴及大雨中，在武汉的王家墩机场降落时被闪电击中爆炸，导致其解体。机上有40名乘客和4名机组人员，无一幸免。并导致江上7名船民死亡。[6]

## 参見
相关开发
- 安-24
- 安-26
- 新舟60
- 新舟600

类似型号
- 福克F27
- HS748（英语：HS748）
- 德哈維蘭加拿大DHC-4
- 德哈維蘭加拿大DHC-5